# Morgan Hill (Kalifornija)
Morgan Hill je grad u američkoj saveznoj državi Kalifornija. Prema popisu stanovništva iz 2010. u njemu je živjelo 37.882 stanovnika.